# ماكسينس فلاتشيز
ماكسينس فلاتشيز (بالفرنسية: Maxence Flachez)‏ (5 أغسطس 1972 في غرونوبل) لاعب كرة قدم فرنسي يلعب حاليا لصالح نادي الدرجة الأولى غرونوبل في خط الدفاع .

## روابط خارجية
- ماكسينس فلاتشيز على موقع رابطة كرة القدم الفرنسية للمحترفين (الإنجليزية)
- ماكسينس فلاتشيز على موقع قاعدة بيانات كرة القدم.إي يو (الإنجليزية)
- ماكسينس فلاتشيز على موقع ليكيب (الفرنسية)
- ماكسينس فلاتشيز على موقع كووورة